# Coleophora botthniella
Coleophora botthniella é uma espécie de mariposa do gênero Coleophora pertencente à família Coleophoridae.